# 電脳少女シロ
電脳少女シロ（でんのうしょうじょシロ、SIRO）は、株式会社アップランドが運営する日本のバーチャルYouTuber。

## 概要
3DCGによるキャラクターアニメーションをYouTubeに投稿するバーチャルYouTuber。武道館で「バーチャル界のアイドル」としてライブを行うことを目指し、毎日様々な挑戦をする動画を配信する「バーチャル少女」である。キズナアイ、輝夜月、ミライアカリ、バーチャルのじゃロリ狐娘Youtuberおじさん（ねこます）らと並んで「バーチャルYouTuber四天王」とされる。イルカの鳴き声のような笑い声が特徴で、共演したマツコ・デラックスからは「さんまさんと同じ笑い方ね」と声をかけられた。
語学が堪能で、日本国外で作られたゲームの実況プレイも行う。2018年6月には、ドワンゴが開発したAR撮影システムを用いてE3より現地レポートする番組に出演した。

## 来歴
2017年
- 6月23日にYouTubeチャンネルを開設。
- 6月28日に活動を開始。
- 8月12日、自己紹介動画を投稿し活動を開始。
- 11月22日に投稿したPLAYERUNKNOWN'S BATTLEGROUNDSの動画で人気を博す。
- 12月21日の配信から1週間でYouTubeチャンネルの総再生回数が250万回、登録者数が8倍以上となる10万人を突破。

2018年
- 4月6日より放送開始したテレビ朝日の番組『サイキ道』のレギュラーMCに抜擢。バーチャルYouTuberが地上波の番組にレギュラー出演する初の事例となる。
- 4月10日に発売した『CGWORLD』2018年5月号の表紙を飾った。
- 5月より、スマートフォン向けモバイルオンラインRPG『禍つヴァールハイト』のコラボ番組を配信。
- 9月12日、NTTドコモ新CM発表会のレポート動画を配信し、新田真剣佑と浜辺美波にインタビューした。
- 12月1日に放送された『のとく番〜アイは世界を繋ぐ〜』の番組内で開催された『バーチャルYouTuberランキング2018』で2位を獲得。

## 技術
モデルの製作はBlenderで行われており、ポリゴン数は約8万。フェイシャルは8種類のモーフの組み合わせで構成されており、ヘッドボディとハンドの入力はPerception Neuron、リップシンクはOVR LipSync、出力はUnityで行われている。

## 出演

### テレビ番組
太字はレギュラー出演
2018年
- サイキ道（4月6日 - 2020年3月23日、テレビ朝日）
- マツコ監禁 100人の愚痴を聞く（5月20日、テレビ東京）

2019年
- NHKバーチャルのど自慢（1月2日、NHK総合テレビジョン）
- バーチャルさんはみている（1月9日 - 3月27日、東京メトロポリタンテレビジョン）
- （超人女子とズケ女プレゼンツ）超人女子戦士 ガリベンガーV（1月17日 - 、テレビ朝日）
- アナ行き!（2月20日、テレビ朝日）
- お願い!ランキング（3月6日・3月7日、テレビ朝日）
- レオス・キャピタルワークス杯 第7期将棋ウォーズ棋神戦（3月17日、テレ朝チャンネル1）
- 沼にハマってきいてみた（10月28日・2020年11月9日・2022年1月17日、NHK Eテレ）
- ゲームズ・ボンド（12月26日、テレビ朝日）

2020年
- NHKバーチャル紅白歌合戦（1月1日、NHK総合テレビジョン）
- NHKバーチャル文化祭（8月14日、NHK総合テレビジョン）

### 映画
太字は主演
- 白爪草（2020年9月19日） - 白椿蒼、白椿紅 役[35]

### ラジオ
- 杉田智和のアニゲラ!ディドゥーーン（2018年4月26日・5月3日[36]・8月2日[37]、文化放送超!A&G+）
- ミュ〜コミ+プラス（2019年2月5日 [38][39]、ニッポン放送）

### ゲーム
太字はメインキャラクター
2018年
- モダンコンバットVersus（電脳少女シロ）

2019年
- 禍つヴァールハイト（電脳少女シロ）
- ウィムジカル ウォー（電脳少女シロ）
- Borderlands 3（モズ）
- グルーヴコースター ワイワイパーティー!!!!（電脳少女シロ）

### TVCM
- NTTドコモ 企業CM「コスモフのロケット」篇（2018年12月[48] - ）

### イベント登壇
2018年
- AnimeJapan2018（3月24日、東京国際展示場）
- ニコニコ超会議2018（4月28日・4月29日、幕張メッセ）
- Unite Tokyo2018（5月8日、東京国際フォーラム）
- RAGE 2018 Summer（6月17日、幕張メッセ）
- A.I. Party! 〜Birthday with U〜（6月30日、ニコファーレ）
- 六本木アイドルフェスティバル2018（7月28日・7月29日、六本木ヒルズアリーナ）
- 電脳少女シロ 生誕祭（8月11日、ニコファーレ）
- Animelo Summer Live2018（8月26日、さいたまスーパーアリーナ・アニサマ OK! ステージ）
- C3AFA TOKYO 2018（8月26日、幕張メッセ）
- C3AFA JAKARTA 2018（9月2日、インドネシア コンベンション エキシビション）
- ローズシティ・コミコン（9月8日、オレゴン コンベンション センター）
- VtuberLand（9月17日・9月22日、よみうりランド）
- 東京ゲームショウ2018（9月21日 - 9月23日、幕張メッセ）
- ニコニコ超パーティー2018（11月3日、さいたまスーパーアリーナ）
- Fever Pitch Fes 2nd Stage DOCOMO Open House 2018（12月6日、東京国際展示場）

2019年
- C3AFA HONG KONG 2019（2月22日、香港コンベンション・アンド・エキシビション・センター）
- AnimeJapan2019（3月23日・3月24日、東京国際展示場）
- ニコニコ超会議2019 バーチャルさんがいっぱい スペシャルバーチャライブ DAY1・DAY2（4月27日・4月28日、幕張メッセ）
- 六本木アイドルフェスティバル2019（7月26日・7月27日、六本木ヒルズアリーナ）
- BILIBILI WORLD 2019（ 中国）
  - 広州市（8月16日 - 8月18日）
  - 上海市（10月4日 - 10月6日）
  - 成都市（12月21日 - 12月22日）

- 超人女子戦士ガリベンガーV 激突！スーパーヒロイン知能対戦（8月24日、豊洲PIT）
- 電脳少女シロ生誕祭2（8月24日、豊洲PIT）
- DIVE XR FESTIVAL supported by SoftBank（9月23日、幕張メッセ）
- FAVRIC（9月29日、幕張メッセ）
- Vtuberland2019 .LIVEWEEK 〜ちえりーらんど〜（10月11日 - 10月18日、よみうりランド）
- MOBILE GAME EXPERIENCE 2019 -powered by Xperia-（11月9日・11月10日、東京国際展示場）
- 八景島シロパラダイス 少女とイルカの贈り物（12月28日、八景島シーパラダイス）
- V-RIZIN2019〜これがオタクの年末ライブ〜（12月29日、さいたまスーパーアリーナ コミュニティアリーナ特設ステージ）

2020年
- 超人女子戦士 ガリベンガーV ヒロイン危機一髪！筋肉&妖怪大進撃！！（3月1日、テレ朝動画にてオンライン配信）
- bilibili春のV祭り 赏樱会（3月22日、bilibili・ニコニコ生放送にてオンライン配信）

2021年
- VTuber Fes Japan 2021 DAY2（1月31日、川口総合文化センター）
- バーチャルユニットフェス「VILLS」vol.2（3月21日、SPWNにてオンライン配信）
- バーチャルユニットフェス「VILLS」vol.3（12月18日・12月19日、SPWNにてオンライン配信）

### MV
- HIMEHINA『愛包ダンスホール』[96]
- HIMEHINA『V』[97]

## 書籍
- バーチャルYouTuber 電脳少女シロ 公式コミックアンソロジー 〜ぱいーん☆しよう編〜（2018年7月28日発売[98]、KADOKAWA、ISBN 978-4-04-072783-7）
- 電脳少女シロとアイドル部の清楚な日常 目指せ学園祭大成功！（2019年4月25日発売[99]、ISBN 978-4-04-065620-5）
- 電脳少女シロ フォトエッセイ 電脳濃厚しあわせバター味（KADOKAWA、2019年12月25日発売[100]、ISBN 978-4-04-733406-9）

## ディスコグラフィ

### 配信限定シングル
| 発売日         | 楽曲               | 備考                          |
| -------------- | ------------------ | ----------------------------- |
| 2019年8月31日  | 叩ケ 叩ケ 手ェ叩ケ | 電脳少女シロ生誕祭2にて初披露 |
| 2019年8月31日  | 46                 | 電脳少女シロ生誕祭2にて初披露 |
| 2019年8月31日  | またあした         | 電脳少女シロ生誕祭2にて初披露 |
| 2020年9月9日   | 狂い花             | 映画『白爪草』主題歌          |
| 2021年11月12日 | パリピポ☆ぱいーん  |                               |
| 2021年11月12日 | タベチャウゾ       |                               |
| 2022年9月16日  | 乱闘ロック         |                               |

### 参加作品
| 発売日        | 楽曲                                 | 歌                                   | 備考                                                            |
| ------------- | ------------------------------------ | ------------------------------------ | --------------------------------------------------------------- |
| 2019年3月6日  | あいがたりない（feat. 中田ヤスタカ） | バーチャルリアル                     | テレビアニメ『バーチャルさんはみている』後期オープニングテーマ  |
| 2019年6月7日  | ハダシの砂浜                         | 水木一郎、電脳少女シロ               | テレビ番組『超人女子戦士 ガリベンガーV』エンディングテーマ      |
| 2019年11月7日 | GROOVE LOOP                          | 電脳少女シロ、ミライアカリ、月ノ美兎 | ゲーム『グルーヴコースター ワイワイパーティー!!!!』メインテーマ |
| 2022年1月26日 | アスノヨゾラ哨戒班                   | SIRO                                 | コンピレーション・アルバム『SPOTLIGHT vol.2』収録楽曲           |
| 2022年1月26日 | 空色デイズ                           | 犬山たまき×SIRO                      | コンピレーション・アルバム『SPOTLIGHT vol.2』収録楽曲           |
| 2022年1月26日 | リフレクティア                       | SPOTLIGHT vol.2 All member           | コンピレーション・アルバム『SPOTLIGHT vol.2』収録楽曲           |
| 2022年4月11日 | 星鏡                                 | .LIVE                                |                                                                 |

## タイアップ
2018年
- 黒い砂漠（2月28日）
- ACTIVO（6月27日 - ）
- SSSS.GRIDMAN（8月3日）
- PlayStation Store（8月13日）

2019年
- ほっかほっか亭（9月1日 - 9月30日）

2020年
- ステラアルカナ（3月26日）

### ユニットメンバー
1. ↑  ミライアカリ、電脳少女シロ、猫宮ひなた、月ノ美兎、田中ヒメ、鈴木ヒナ
2. ↑   杏戸ゆげ、犬山たまき、VESPERBELL、潤羽るしあ、大空スバル、カグラナナ、しぐれうい、白雪みしろ、SIRO、白銀ノエル、宗谷いちか、somunia、龍ヶ崎リン
3. ↑  電脳少女シロ、もこ田めめめ、カルロ・ピノ、花京院ちえり、神楽すず、ヤマト イオリ、メリーミルク、リクム、ルルン・ルルリカ、七星みりり